# Disharmony (Angel)
Disharmony conocido en América Latina como Sin Armonía y en España como Discordia. Es el décimo séptimo episodio de la segunda temporada de la serie de televisión estadounidense Ángel. Escrito por David Fury y dirigido por Fred Keller. El episodio se estrenó originalmente el 17 de abril del año 2001 por la WB Network. En este episodio Ángel y la pandilla tratan de resolver un caso relacionado con unos vampiros mientras lidian con un problema mucho mayor: la venida de Harmony Kendall a Los Ángeles. 

## Argumento
Ángel está teniendo dificultades para adaptarse como un pionero de quienes en alguna ocasión fueron sus propios empleados y reconciliarse con sus colegas. Sobre todo con Cordelia quien le deja en claro que ya no son amigos. De repente la misma tiene una visión de unas personas siendo atacadas en su auto y de varias encerradas en una jaula. Todos los varones del equipo deciden ir a resolver el caso, mientras Cordelia toma un consejo de su exjefe de irse a descansar a su hogar. No obstante antes de dejar las oficinas Cordelia es visitada por una vieja amiga de Sunnydale: Harmony Kendall.             
Las dos chicas hablan sobre sus vidas y lo mucho que han cambiado, dado que Harmony no reúne el valor para confesarle a su amiga que es una vampiresa, Cordelia termina malinterpretando que Harmony es en realidad una lesbiana. No obstante, durante una llamada telefónica a Willow, Cordelia se entera de la verdad y a pesar de conocer la naturaleza de los demonios chupasangre, Cordy le da una oportunidad a su amiga de redimirse al ser auxiliada por Investigaciones Ángel. 
Desafortunadamente esa misión resulta ser muy difícil de cumplir ya que la personalidad torpe de la vampiresa fastidia a todo el grupo. Al no contar con el apoyo de sus amigos, Cordy lleva a su amiga al canta bar Caritas con la esperanza de que el Anfitrión pueda ayudar. Sin embargo, el demonio anagogico le advierte que Harmony ya tiene su propia guía: Cordelia Chase. 
Sin poder dejar de lado la misión de rescatar a las personas enjauladas de la visión de Cordelia. La pandilla entera inicia la búsqueda del lugar hasta que en su camino se entromete nuevamente Harmony quien cree que la única manera de redimirse es volviéndose un miembro oficial de Investigaciones Ángel. Si bien la vampiresa busca ayudar, todo el equipo incluyendo al resignado Ángel tratan de advertirle a Cordelia que Harmony por ser un vampiro es peligrosa. Cuando la pandilla por fin encuentra el lugar de la misión, todos se ven obligados a confiar en Harmony y usarla como una espía, ya que el lugar es una especie de secta de vampiros que mantienen cautivas a personas como comida y Ángel es demasiado conocido por su propia especie.  
Como todo el grupo lo había predicho Harmony traiciona a la pandilla, al unirse a la secta de los vampiros dirigida por Doug Jones, un vampiro que tiene la idealidad de ayudar a sus congéneres aumentar en número y alimentarse con su extraña secta. El equipo lucha contra los vampiros mientras liberan a las personas prisioneras. Durante la batalla Ángel mata a Doug mientras Cordelia le perdona la vida a su amiga baja la condición de nuca volver a la ciudad. De regreso en el hotel, Cordelia se reconcilia con Ángel luego de que el vampiro le regala ropa nueva para estrenar.

## Elenco
- David Boreanaz como Ángel.
- Charisma Carpenter como Cordelia Chase.
- Alexis Denisof como Wesley Wyndam Pryce.
- J. Agust Richards como Charles Gunn.

## Redacción

### Continuidad
- Este episodio marca la primera aparición de Harmony Kendall en la serie hasta que en la quinta temporada se convierte en un personaje principal.
- Un nuevo Crossover con Buffy: Harmony deja Sunnydale luego de que Spike confesara su amor por la cazadora (Spike Enamorado)